# Nokia E
Nokia E – seria telefonów komórkowych firmy Nokia, należąca do klasy telefonów biznesowych.
Telefony te są przeznaczone do zastosowań profesjonalnych, głównie w biznesie, dzięki wielu dostępnym aplikacjom, które mogą przydać się biznesmenom. Smartfony te są oparte na systemie operacyjnym Symbian, większość jest wyposażona w technologię Wi-Fi, posiadają własną przeglądarkę internetową, slot kart pamięci typu microSD, miniSD lub RS-MMC.

## Telefony z rodziny E
- Nokia E5
- Nokia E6
- Nokia E7-00
- Nokia E50 następca Nokia 6310i
- Nokia E51 następca Nokia E50
- Nokia E52 następca Nokia E51
- Nokia E55
- Nokia E60
- Nokia E61
- Nokia E61i
- Nokia E62 (na rynek amerykański)
- Nokia E63 (uproszczona wersja Nokii E71)
- Nokia E65
- Nokia E66 następca Nokia E65
- Nokia E70
- Nokia E71 następca Nokia E61i
- Nokia E72
- Nokia E75
- Nokia E90 Communicator